# Funcionarios letrados

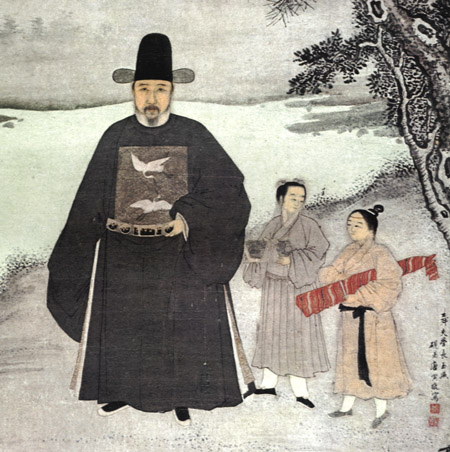
Retrato del siglo XV de la época Ming del oficial de Jiang Shunfu. Las dos grullas bordadas en su pecho constituyen un " Cuadrado de mandarín ", lo que indica que es un funcionario civil de alto nivel.

Los funcionarios letrados, también conocidos como burócratas o simplemente letrados ( en chino, 士大夫; pinyin, shì dàfū ) eran funcionarios nombrados por el Emperador de China, responsables de la gestión diaria desde la Dinastía Han hasta el final de la Dinastía Qing en 1912, la última dinastía imperial china. 

## Historia
Después de la dinastía Sui, estos funcionarios procedían principalmente de los sectores alfabetizados (en chino, 绅士; pinyin, Shenshi) que obtenían títulos universitarios (como xiucai, juren o jinshi) al pasar los exámenes imperiales. Los funcionarios letrados estaban capacitados en caligrafía y textos confucianos. Dominaron el gobierno y la vida local en China hasta 1911. A diferencia de la nobleza de Inglaterra o Europa, su estatus se basaba en el mérito y no en su origen social. 
Como solo unos pocos podían convertirse en funcionarios de los tribunales locales, la mayoría de los letrados se quedaban en aldeas y pueblos como líderes sociales. Realizaban tareas de bienestar social, enseñaban en escuelas privadas, ayudaban a negociar pequeñas disputas, supervisaban proyectos comunitarios, mantenían el orden público local, llevaban a cabo ceremonias confucianas, ayudaban a recaudar los impuestos del gobierno y predicaban las enseñanzas morales confucianas. Como clase, estos letrados pretendían representar la moralidad y la virtud. El magistrado de distrito, a quien por reglamento no se le permitía servir en su distrito de origen, dependía de la nobleza local para recibir asesoramiento y llevar a cabo proyectos. 
El sistema de funcionarios letrados y exámenes imperiales fue adoptado y adaptado por varios estados vasallos de China, especialmente el Reino de Ryūkyū (actual Okinawa), que enviaba a sus estudiantes a China regularmente y mantenía un centro de aprendizaje del chino en Kum. Entre los formados en ese centro se seleccionaban los administradores y funcionarios del gobierno del Estado.

## Efectos
La base de la meritocracia académica se basaba en el dominio de los clásicos confucianos, lo que tuvo profundo efecto en la sociedad china. 
En teoría, este sistema se traducía en una clase dominante muy meritocrática donde los mejores estudiantes manejaban la administración del país. Los exámenes brindaban a muchas personas la oportunidad de perseguir el poder político y los honores, y por lo tanto alentaban la búsqueda seria de una educación formal. Como el sistema no tenía una discriminación formal basada en el estatus social, proporcionaba un medio de movilidad social ascendente, independientemente de la edad o la clase social. 
Sin embargo, incluso si el énfasis de la burocracia en el interrogatorio relativo a la literatura confuciana aseguraba que los escritores y eruditos más elocuentes alcanzaran altos cargos, el sistema carecía de garantías formales contra la corrupción política, aparte de las lecciones morales de Confucio comprobadas por los exámenes. Una vez que sus futuros políticos se determinan al pasar los exámenes, los funcionarios de alto rango a menudo se veían tentados por la corrupción y el abuso de poder. Por otro lado, el estatus relativamente bajo de los profesionales militares en la sociedad confuciana desalentaba la eficacia y una meritocracia similar en el ejército. 